# Azjatycka Federacja Szachowa
Azjatycka Federacja Szachowa (ang. Asian Chess Federation, ACF) – organizacja międzynarodowa zrzeszająca głównie narodowe związki szachowe z Azji.
Prezydentem Azjatyckiej Federacji Szachowej jest szejk Sultan Bin Khalifa Al-Nehyan. Azjatycka Federacja Szachowa zrzesza ponad 40 narodowych federacji i organizuje wiele turniejów m.in. Mistrzostwa Azji w szachach.